# 约什卡尔奥拉

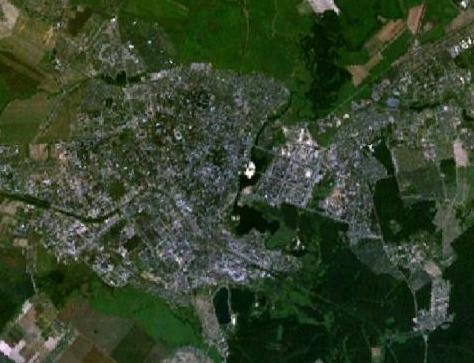
衛星圖像

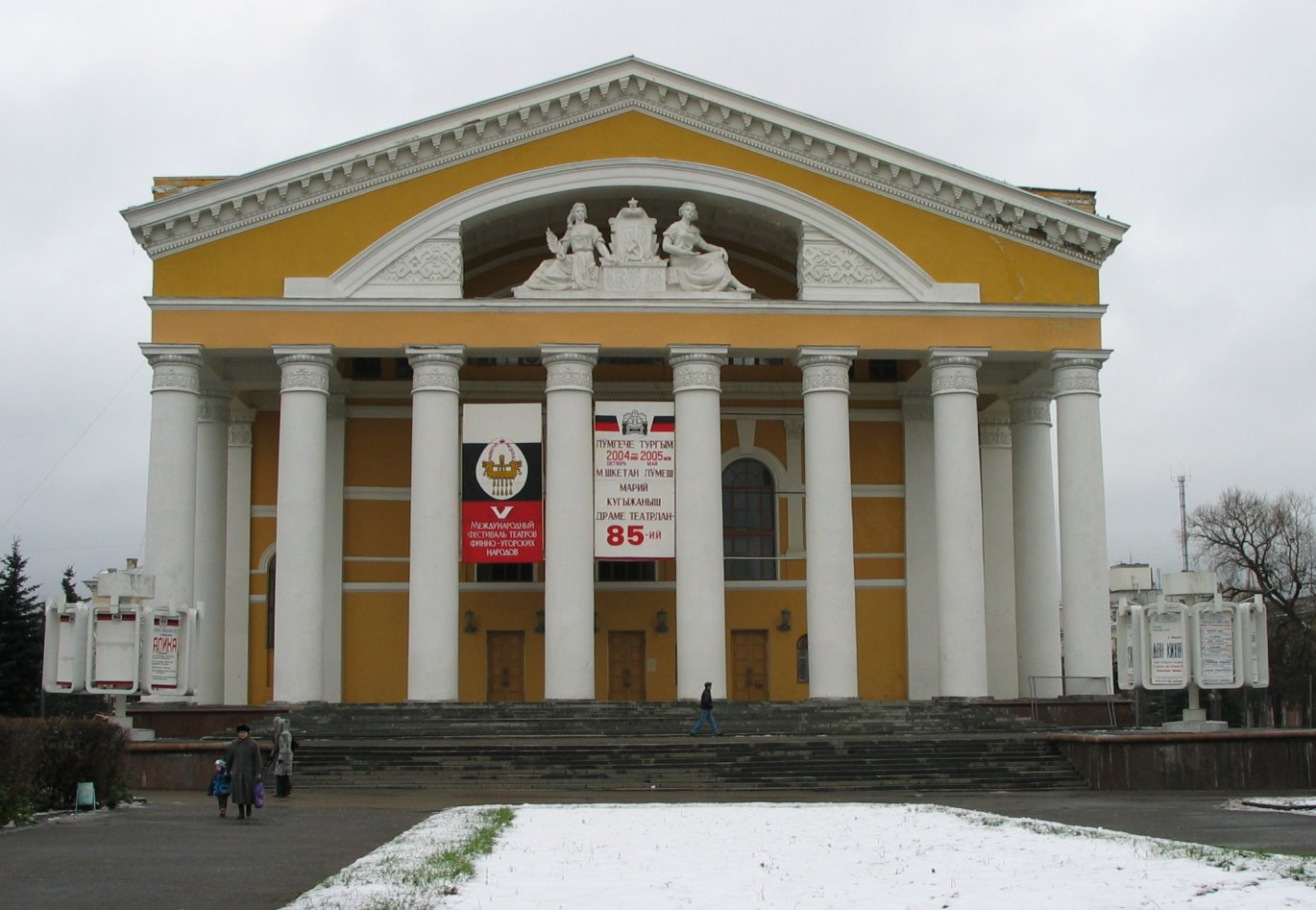
馬里埃爾國家劇院

約什卡爾奧拉（俄語）是俄羅斯馬里埃爾共和國首府。2002年人口281,165人。
城市的名字是馬里語「紅色城市」的意思。該地於1584年建立。

## 友好城市
- 匈牙利松博特海伊 1971年
- 法國布尔日 1990年
- 美国西弗吉尼亚州普林斯顿 2003年